# Mašavera
Mašavera (gruzínsky მაშავერა) je řeka v kraji Kvemo Kartli v Gruzii. Protéká asi 60 km jihozápadně od hlavního města Tbilisi.

## Průběh toku
Mašaveri vzniká soutokem řek Sarpdere a Nasiklič proudících z východního svahu hory Emikli (3053 m) v Džavechetském hřbetu.
Šířka kolísá mezi 2 m (u Džavachi) a 20 m (u Bolnisi), hloubka kolísá mezi 40 a 120 cm. Rychlost toku je 0,6 až 2,0 m/s.

## Využití
Využívá se k zavlažování.